# Technologies de l'univers de Dune
Les techniques employées dans Cycle de Dune de Frank Herbert, tout en étant avancées, ne font pas appel à l'informatique jadis bannie par le Jihad Butlérien.
De plus, elles s’inscrivent dans une société stricte (Landsraad, empire de Leto II, Bene Gesserit) qui refuse qu’elles soit trop utilisées par des gens perçus comme insuffisamment responsables.

## Véhicules
- Un ornithoptère est une sorte d’avion à ailes battantes qui ressemble à une libellule, capable d’atterrir sur de très courtes  distances et sans piste en dur. Cela en fait l’appareil idéal pour Dune, où le sable recouvre tout.
- Un long-courrier est un vaisseau inter-système, nécessitant un navigateur de la Guilde spatiale. Ce vaisseau est une énorme coque dans laquelle viennent s’encastrer les navires plus petits qui désirent faire le saut hyperspatial. Les étrangers à la Guilde sont confinés dans leurs navires durant le voyage.
- Une chenille est une moissonneuse d’épice géante, amenée sur site par un porteur (sorte d’ornithoptère géant). Les plus grandes font cent quarante mètres de long, pourtant les shai-hulud les détruisent facilement en les aspirant dans un maëlstrom de sable.
- Les véhicules antigrav existent, au moins dans les derniers tomes du cycle, mais rien n’est dit à leur sujet.
- Les Fremen se servent des shai-hulud comme véhicules. Cela fait partie de leur initiation à l’âge adulte.

## Confort et divers
- Un distille est une combinaison de survie capable de recycler une grande part de l'eau du porteur, nécessaire à la survie dans le désert d'Arrakis. Il existe des tentes-distilles. Chez certaines familles Fremen, il est de coutume de n'avoir qu'un seul distille pour tous, ce qui oblige chacun à bien planifier ses activités.
- Un cône de silence est un champ de force servant à insonoriser un petit périmètre.
- Un flotteur est une lampe montée sur répulseurs, surtout utilisée lors des réceptions comme lampions, et des opérations militaires (pour éclairer le champ de bataille).
- Vladimir Harkonnen est si gros qu'il se fait porter par un harnais de répulseurs.
- Les jumelles à huile d'huluf utilisent une goutte d'huile et un prisme magnétique pour créer une lentille parfaite.
- Stilgar utilise une lampe-torche sans faisceau visible. La lumière n'apparaît que quand elle rencontre une surface solide.
- Il existe des satellites de contrôle climatique. Les Fremen paient cependant la Guilde spatiale pour que nul ne dispose d'un œil sur la surface de Dune.
- À l'époque des Hérétiques de Dune, on utilise des gants modeleurs pour sculpter sans mal la glaise ou le plastique. Leur surface vibre légèrement et amollit ainsi le matériau.

## Armes

### Les armes de l'Empire
Utilisées lors des guerres des assassins, ces armes visent surtout à prendre l'ennemi au dépourvu.
- Un chercheur-tueur est une aiguille mortelle montée sur répulseurs et pilotée à distance par un téléopérateur. C'est l'une des armes principales des assassins. Son défaut est que le champ de force brouille la micro-caméra, ce qui force l'opérateur à se repérer au mouvement. On y échappe en restant immobile, puis en frappant lorsque la caméra est tournée dans une autre direction.
- Lors de l'attaque d'Arrakis, Vladimir Harkonnen utilise des canons tirant des obus explosifs. Cette arme antédiluvienne lui permet de surprendre les soldats Atréides, puis de les emmurer dans les grottes où ils ont trouvé refuge. L'emploi de cette arme n'est rendu possible que par l'absence de boucliers sur Arrakis (les Harkonnens avaient bien pris soin de les emporter en quittant la planète).

### Armes rares
- Le gom jabbar du Bene Gesserit est une aiguille empoisonnée qui sert à passer le test d’humanité.
- Un pistolet maula est une arme Fremen qui propulse ses munitions avec un ressort. Il a l’avantage d’être discret, d’un entretien minime, et léger.Il est aussi repliable.

### La dialectique du laser et du bouclier
La dichotomie laser/bouclier est une des bases de l'univers de Dune. En effet le bouclier arrête tout objet dont la vitesse dépasse neuf centimètres à la seconde. Cela exclut toute arme à projectile (flèches, obus et grenades compris) et oblige les escrimeurs à savamment retenir leurs coups.
Le bouclier présente cependant des inconvénients :
- Frappé par un laser, il explose. La réaction se propage le long du couloir ionisé par le tir, et fait aussi exploser le laser. Le résultat est une petite explosion atomique. C’est pour cette raison que les lasers sont rares et gardés sous clef.
- Les boucliers sont rapidement saturés par l’électricité statique du sable d’Arrakis. C’est ce qui permet à Vladimir Harkonnen de détruire les Atréides, puis à Muad'Dib de prendre le camp de Shaddam IV.
- Les shai-hulud détectent les boucliers et cherchent à les détruire.
- Un escrimeur formé au bouclier est forcément ralenti. C’est ce qui arrive à Paul face à Jamis : Paul manque plusieurs fois de lui porter un coup fatal car il s'attend toujours à rencontrer un bouclier.
- L’effet Holtzman d'un bouclier perturbe le voyage des long-courriers.

### Les modules étranges
Dans le film de David Lynch, la maison Atréides développe une arme capable de transformer La voix et les sons émis par le porteur en énergie destructrice. Cette innovation est une trop grande menace pour l’Empereur, qui décide d’anéantir les Atréides. Paul emmène les plans chez les Fremen et les dote de cette arme redoutable, découvrant au passage que ses feydakins utilisent son propre nom pour démultiplier leur énergie destructrice.

## La question des atomiques et des machines pensantes
Même longtemps après la destruction de la Terre et la chute des Machines pensantes, le tabou des atomiques et des ordinateurs imposé par la Grande Convention reste extrêmement vivace. Moneo, dans L'Empereur-Dieu de Dune, dit à son maître que « l’on parle beaucoup, sur Parella et les mondes du Dan, de relancer un djihad contre ce genre de choses ». Il ne parle pourtant que d’un simple laser.
Le brûle-pierres est la seule arme atomique autorisée — ou plutôt omise — par la Grande Convention. Cet engin de forage dégage des radiations terribles qui aveuglent quiconque se trouve à proximité. Muad'Dib en sera victime lors d’une attaque sur Arrakis. De même, il contourne cet interdit lors de l’attaque du camp de Shaddam IV, en se servant d'atomiques comme d'outils de démolition.

### La prophétie de Leto II
Leto II a une vision terrible : il sait que si rien n’est fait, les Ixiens ou d'autres finiront par créer l’arme ultime : une machine intelligente capable de traquer et de tuer les humains, tous jusqu’au dernier, reproduisant ainsi les erreurs des Cogitors et des cymeks. Il fait partager cette vision à Siona Atréides lors de sa transe dans le désert :

« Elle n'oublierait pas les machines chercheuses, l'odeur du sang et des entrailles, les humains apeurés au fond de leurs terriers, conscients d'une seule chose, qu'ils ne pouvaient pas s'échapper... Et pendant tout ce temps... les machines se rapprochaient... toujours plus près... plus près... dans un fracas qui noyait tout le reste ! »

— Frank Herbert, L'Empereur-dieu de Dune [« God Emperor of Dune »], Paris, France, Presses Pocket, 1981, 601 p. [détail de l’édition], page 495.
Le Sentier d'Or, l’œuvre de son règne, consistera à donner aux hommes à la fois l’envie et les moyens de quitter l’Empire pour se mettre hors d’atteinte de n’importe quelle menace.
Cette prophétie finira par se réaliser avec le retour d’Omnius et Erasme. Réveillés par un raid des Honorées Matriarches, les deux robots décident de lancer leurs nouveaux Mondes Synchronisés à l’assaut de l’Humanité prise au dépourvu (cf. le cycle d’Après Dune).

## Cybernétique et médecine
- Un cielago est une chauve-souris chirurgicalement modifiée par les Fremen : on peut lui murmurer quelques mots avant de la lâcher, et le destinataire, s'il est correctement entraîné, peut ensuite interpréter les cris de l'animal pour retrouver ces mots.
- Dans sa tentative d'assassiner Leto II et Ghanima, dans Les Enfants de Dune, Wensicia Corrino utilise des tigres de Salusa Secundus contrôlés à distance.
- Les Tleilaxu sont les maîtres de la chair, leurs cuves axolotl peuvent ressusciter un mort (on appelle ces êtres les gholas) et créer des métamorphes artificiels, les Danseurs-Visage. Ils vendent très cher des prothèses optiques, les yeux tleilaxu, dont on dit qu'elles volent l'âme de leur porteur et le rendent esclave des Tleilaxu. Enfin, ils ressuscitent régulièrement leurs dirigeants. Hélas, ils ont cru bon de modifier le cerveau de ces derniers dans le sens d'une orthodoxie forcenée : du coup, les maîtres du Bene Tleilax finissent par ne plus être que des enveloppes creuses remplies de foi aveugle.
- Les sondes Ixiennes, apparaissant dans Les Hérétiques de Dune, sont décrites comme des appareils permettant de récupérer tout ou partie de la mémoire visuelle d'un sujet décédé et ce à plus ou moins long terme, suivant la conservation du corps. Utiliser le dispositif sur un sujet encore vivant permet une meilleure récupération des données, mais est supposé selon Miles Teg être un procédé atrocement douloureux conduisant potentiellement à la mort.
- Les sondes-T sont des dispositifs non-Ixiens utilisés par les Honorées Matriarches et provenant des technologies des peuples de la Grande Dispersion, dont le mode d'action est différent des sondes Ixiennes. En plus de remplir les fonctions de ces dernières, la sonde-T analyse la mémoire Génétique pour reconstruire digitalement une carte du réseau neural du sujet, une copie conforme du système nerveux qui peut être soumise ensuite à des stimulus sensoriels dont les réponses immédiates peuvent être interprétées, tel un interrogatoire du corps sans le biais du conscient.
- Le Shere est une substance créée pour empêcher la récupération des données mémorielles par les sondes Ixiennes, en brouillant l'activité électrique cérébrale, bien que le détail de son fonctionnement reste assez flou.
- Les Danseurs-Visages Nouvelle Génération introduits par les Tleilaxu dans Les Hérétiques de Dune sont un nouveau type de Danseurs-Visage capable d'absorber une partie de la mémoire d'un cadavre dont ils revêtent l'apparence, par simple contact et récupération d'ADN.

## Non-vaisseau et non-espace
Vers la fin du règne de Leto II, les Ixiens et d'autres factions cherchent désespérément un moyen d'échapper à la prescience de l'Empereur-Dieu qui prévoit tous leurs coups. Ils réussissent à créer un lieu hermétique à cette perception extrasensorielle. C'est là que naîtra Hwi Noree, la fiancée de Leto II.
Ce non-espace fait en réalité le jeu de Leto II qui veut voir l’humanité s'émanciper et devenir impossible à contrôler par un seul. Il déclenche l’attaque du laboratoire par les Truitesses de façon que le secret se répande et offre finalement la liberté à l'humanité.
Ix poursuivra le développement du non-espace pour créer un non-vaisseau totalement indétectable. Un non-vaisseau en marche ressemble à une sphère argentée. C’est cette dernière évolution qui ouvrira à l'humanité la route des autres galaxies et des autres univers, assurant ainsi sa survie à terme. Elle permettra aussi à Duncan Idaho et à Murbella d'échapper aux Honorées Matriarches au prix d’une réclusion de plusieurs années.
Les non-vaisseaux ne sont pourtant pas infaillibles : des êtres mystérieux semblent pouvoir les capturer. Duncan Idaho devra recourir à une procédure extrême — un saut hyperspatial totalement aveugle — pour leur échapper.

## Techniques Fremen
- Les hameçons à ver et les marteleurs permettent d'attirer et de chevaucher les Shai-Hulud.
- Pour ne pas perdre une goutte d'eau, hormis le distille, les Fremen ont développé toutes sortes de techniques :
  - Les pièges à vent récupèrent l'eau atmosphérique.
  - Les distilles de mort récupèrent celle des cadavres.
  - Les récipients Fremen annulent la tension de surface et ne gardent donc pas d'humidité sur leurs parois.
  - Les plantations Fremen sont réalisées dans des vases remplis de grains de plastique qui produisent de la rosée par condensation.